# Jonas Jonasson
Pär-Ola Jonas Jonasson, originalment Per Ola Jonasson, (Växjö, 6 de juliol del 1961) és un periodista i escriptor suec, conegut per ser l'autor del best-seller Hundraåringen som klev ut genom fönstret och försvann (en català L'avi de 100 anys que es va escapar per la finestra).

## Biografia

### Primers anys i carrera als mitjans de comunicació
Fill d'un conductor d'ambulància i una infermera, Jonas Jonasson va néixer a Växjö, una ciutat al sud de Suècia. Després d'estudiar suec i castellà a la Universitat de Göteborg, Jonasson va treballar com a periodista pel diari de Växjö Smålandsposten, així com pel tabloide suec Expressen, on hi va ser fins al 1994. El 1996 va fundar una companyia de mitjans de comunicació, la OTW. Amb prop de 100 empleats, gràcies als seus esforços va aconseguir convertir-se en una empresa d'èxit, treballant com ho feia els set dies de la setmana.

### Carrera com a escriptor
A finals del 2003, Jonasson va patir un seguit de molèsties i d'estrés. Tot i l'atenció mèdica, el 2005 es va veure obligat a canviar completament el ritme de vida que havia mantingut durant vint anys en la indústria dels mitjans de comunicació. Va vendre la seva empresa i, el mateix 2005, es va traslladar a viure a Södermanland, a la costa est de Suècia, amb el seu gat Molotov. Després de viure sol durant un parell d'anys, es va casar amb una noruega el febrer del 2007, amb qui va marxar a viure a Ticino (Suïssa). Va ser llavors quan es va concentrar en acabar el llibre que feia temps que es duia entre mans, Hundraåringen som klev ut genom fönstret och försvann (en català es va publicar amb el títol L'avi de 100 anys que es va escapar per la finestra). Aquesta novel·la es va publicar a Suècia el 2009.
El seu matrimoni, no obstant, no va fructificar, i aviat es van divorciar. Tot i així, Jonasson va tenir el seu primer fill d'aquesta relació, aconseguint la seva custòdia després de judicis tant a Suïssa com a Suècia. Des del 2010, Jonas Jonasson viu amb el seu fill a l'illa de Gotland.
La seva segona novel·la, Analfabeten som kunde räkna (en català està publicat sota el títol L'analfabeta que va salvar un país), es va publicar l'any 2013. A Catalunya va arribar el març del 2014. El 23 d'abril d'aquell any, al finalitzar la Diada de Sant Jordi, el Gremi de Llibreters va publicar que l'edició en català de L'analfabeta que va salvar un país havia estat la novel·la de ficció més venuda durant la jornada, mentre que l'edició en castellà havia estat la segona.

## Novel·les publicades
- Hundraåringen som klev ut genom fönstret och försvann (2009) En català es va publicar amb el títol L'avi de 100 anys que es va escapar per la finestra. ISBN 978-84-96735-65-1[11]
- Analfabeten som kunde räkna (2013). En català es va publicar amb el títol L'analfabeta que va salvar un país. ISBN 978-84-96735-97-2[12]
- Mördar-Anders och hans vänner (samt en och annan ovän) (2015). En català es va publicar amb el títol L'assassí que va somiar amb un lloc al cel.

## Premis
- Swedish Booksellers Award (2010).[13]
- German Pioneer Prize (M-Pionier Preis) pel Mayersche Buchhandlung (2011).[14]
- Danish Audiobook Award (2011).[14]
- Prix Escapades (2012).[15]